# Røyken
Røyken é uma comuna da Noruega, com 112 km² de área e 17 082 habitantes (censo de 2004).